# Eingeschneit zu Weihnachten
Eingeschneit zu Weihnachten (Originaltitel: Christmas Au Pair) ist ein kanadischer Liebesfilm von Jason Bourque aus dem Jahr 2021. Die Hauptrollen sind mit Kayla Wallace als Kaley und Jeremy Guilbaut als Ethan besetzt.

## Handlung
Kaley arbeitet als Au-pair bei der Familie Cunningham. Nebenbei studiert sie Marketing und hat dadurch bereits diversen Social-Media-Accounts zu mehr Reichweite verholfen. Als sie für die Kinder der Cunninghams ein Weihnachtsgeschenk besorgen möchte, wird ihr dieses von einem gutaussehenden Mann direkt vor der Nase weggeschnappt. Als sie zu dem Haus der Cunninghams zurückkehrt, machen sich die Eltern der Kinder zur Fahrt zum Flughafen bereit, da sie zu einer Feier in New York eingeladen sind. In ihrer Abwesenheit soll Ethan, der Onkel der Kinder, sich um die beiden Mädchen kümmern. Dieser reist bereits einen Tag früher als erwartet an und trifft auf Kaley, welche ganz verwundert darüber ist, dass der Mann aus dem Geschenkeladen vor ihr steht. Kaley stellt schnell fest, dass Ethan ungeschickt im Umgang mit den Kindern ist, weshalb sie beschließt, eine weitere Nacht dort zu bleiben und erst später zu ihren Eltern zu fliegen. Durch eine Wettermeldung im Fernsehen erfahren sie, dass der Schneesturm schon früher als erwartet New York erreicht hat und sich der Rückflug der Eltern der beiden Mädchen auf zunächst unbestimmte Zeit verschiebt.
Die beiden Mädchen, Lily und Rose, haben eine Liste mit weihnachtlichen Aktivitäten erstellt, die sie normalerweise mit ihren Eltern in der Weihnachtszeit unternommen hätten. Um den beiden eine Freude zu machen beschließt Kaley, die Aktivitäten mit den beiden und Ethan zusammen zu erledigen, was auch die Bindung Ethans zu seinen Nichten stärken könnte. Sie fangen also an, das gesamte Haus zu dekorieren, bauen Schneemänner, wobei es auch zu einer Schneeballschlacht kommt, und spielen Weihnachts-Karaoke. Während der Aktivitäten verbessert sich das Verhältnis zwischen Ethan und den Kindern immens und Ethan und Kaley kommen sich näher.
Als sie an einem Tag Kaleys Freundin Gina bei einem Spendenbasar treffen, erkennt diese auch die Harmonie zwischen Ethan und Kaley. Das bringt Kaley dazu, sich Ethan weiter anzunähern und sie erfährt von seiner letzten Beziehung mit Patricia. Durch Recherche im Internet findet sie heraus, dass die beiden an Heiligabend heiraten wollten. Sie fühlt sich, als ob sie zu stark in seine Privatsphäre eingreifen würde und bricht deshalb ihre Recherche ab.
Da Kaley aufgrund des Schneesturms weiterhin bei den Kindern der Cunninghams bleibt und somit Weihnachten nicht wie geplant bei ihren Eltern verbringen kann, plant Ethan eine Überraschung. Als es am nächsten Tag an der Tür klingelt, stehen Kaleys Eltern Lisa und Kyle vor der Tür. Kaley freut sich riesig darüber. Ihre Mutter merkt das beidseitige Interesse von Kaley und Ethan, weshalb sie den beiden vorschlägt, diesen Abend auf die Kinder aufzupassen, damit Ethan und Kaley zusammen ausgehen können.
Obwohl sich Kaley und Ethan durch den gemeinsamen Abend weiter angenähert haben, verhält sich Kaley nach einem Anruf von Patrica kühler Ethan gegenüber. Sie sieht, dass er Patricia immer noch mit Herz-Emoji eingespeichert hat und fühlt sich hintergangen. Kaley zweifelt daraufhin an Ethans Gefühlen ihr gegenüber. Ethan merkt ihre Distanziertheit, weshalb er das Gespräch mit ihr sucht. Er klärt das Missverständnis auf und bittet sie darum, ihrer Beziehung eine Chance zu geben. Dafür will er auch nach New York ziehen, der Stadt, in der Kaley bereits eine Zusagen für ihren Traumjob erhalten hat.
Der Schneesturm ist vorübergegangen und Margaret und Miles Cunningham treffen früher als erwartet zuhause ein und alle feiern glücklich miteinander Weihnachten.

## Produktion

### Drehort

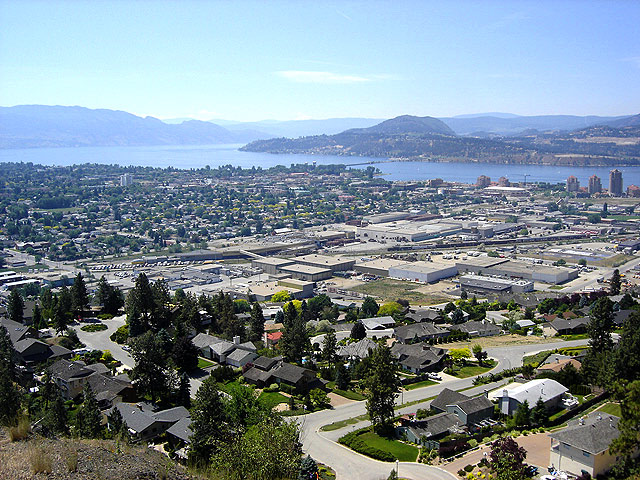
Kelowna im Sommer

Die Aufnahmen fanden in Kelowna statt.

### Synchronisation
Die deutschsprachige Synchronisation entstand nach dem Dialogbuch von Rami Ben Hassine unter der Dialogregie von Wolf Wolff im Auftrag von Legendary Units GmbH.
| Rolle            | Darsteller             | Synchronsprecher |
| ---------------- | ---------------------- | ---------------- |
| Kaley            | Kayla Wallace          | Lisa Müller      |
| Ethan            | Jeremy Guilbaut        | Nico Selbach     |
| Gina             | Laura Yenga            | Stefanie Masnik  |
| Margaret         | Meghan K. Lees         | Simone Jaeger    |
| Miles            | Brendan J. Rowland     | Adam Nümm        |
| Lisa             | Kate Twa               | Gundula Köster   |
| Kyle             | Dave Kenneth MacKinnon | Boris Jacoby     |
| Wetterreporterin | Wesla English          | Karoline Vogel   |

## Kritiken
Der Film erhielt überwiegend positive Kritiken und erzielte bei IMDb eine durchschnittliche Bewertung von 6,1 der möglichen 10 Punkte. Das Lexikon des internationalen Films urteilt: „Ein biederer Weihnachtsfilm, der seine Figuren eine Reihe vorweihnachtlicher Aktivitäten vom Plätzchenbacken bis zum Schneemannbauen absolvieren lässt und nebenbei eine formelhafte Romanze entfaltet, um die Binsenweisheit zu transportieren, dass ohne Liebe und Familie beruflicher Erfolg auf die Dauer nicht ausfüllt.“